# Фалкерсон, Самуэль
Самуэль Венс Фалкерсон (Samuel Vance Fulkerson) (31 октября 1822 — 2 апреля 1865) — американский военный, выпускник Вирджинского Военного Института, старший брат Абрама Фалкерсона. Служил офицером Теннессийского полка во время Мексиканской войны, в годы Гражданской войны командовал 37-м Вирджинским полком, затем бригадой в армии Томаса Джексона. Погиб в сражении при Гейнс-Милл.

## Ранние годы
Фалкерсон родился в округе Вашингтон, в семье Абрама Фалкерсона Старшего (1789–1859) и Маргарет Лафлин Венс (1796–1864). Его дед некогда переселился в Вирджинию из Пенсильвании, а его отец прошёл войну 1812 года в звании капитана а позже служил полковником вирджинского ополчения. Он рос в городе Абингдон, где изучал право и в конце 1846 года получил лицензию адвоката, но затем вместе с братьями вступил в Теннессийский полк и участвовал в Мексиканской войне в 1847 - 1848 годах. После войны он снова вернулся к юридической практике в  Эстиллвиле и Абингдоне. В 1857 году он был избран судьёй 13-го судейского дистрикта и оставался на этой должности до начала Гражданской войны. В 1852 - 1854 и 1857 - 1858 годах он был членом попечительского совета Вирджинского Военного Института.

## Гражданская война
Когда началась война, Фалкерсон ушёл с должности судьи и возглавил 37-й Вирджинский пехотный полк, который формировался в Ричмонде. 28 мая 1862 года он получил звание полковника. Роберт Карсон (выпускник ВВИ) стал подполковником, а Титус Веспасиан майором. 24 июня его полк был введён в бригаду Роберта Гарнетта и отправлен в Западную Вирджинию, а уже в октябре переведён в Винчестер и включён в бригаду Уильяма Тальяферро дивизии Лоринга. В составе этой бригады полк Фалкерсона участвовал в экспедиции в Ромни в январе 1862 года. 
Экспедиция проходила в тяжёлых условиях, при этом Джексон не раскрывал офицерам своих планов, из-за чего офицеры дивизии Лоринга и сам Лоринг открыто возмущались распоряжениями Джексона, которые казались им бессмысленными и почти безумными. Фалкерсон первым решился изложить своё мнение на бумаге. Историк Питер Коззенс писал, что Фалкерсон был ветераном Мексиканской войны, участником боёв в Западной Вирджинии и человеком, ко мнению которого прислушивались. 23 января, как только Джексон покинул Ромни, Фалкерсон обратился к конгрессменам Уолтеру Степлсу и Уолтеру Престону с просьбой использовать своё влияние, чтобы спасти дивизию Лоринга. Он писал, что дивизия сильно пострадала за время кампании, а в Ромни у неё нет шансов восстановить свои силы. К началу летней кампании нужна армия, а дивизия так деморализована, что весной никто не перезапишется на новый срок. Если вывести дивизию в Уинчестер, то она сможет восстановить силы, и тогда рядовые перезапишутся на новые сроки службы и будут готовы к новым боям. Полк Фалкерсона числился в бригаде Тальяферро, который приписал свой комментарий, полностью подтверждая слова Фалкерсона.
Эти письма привели к вмешательству военного департамента в ход экспедиции и к конфликту, известному как «Инцидент Джексона-Лоринга».
После экспедиции бригаду Тальяферро перевели в дивизию Томаса Джексона, а в феврале 23-й Вирджинский и 37-й Вирджинский полки свели в отдельную бригаду, которую возглавил Фалкерсон.
23 марта 1862 года дивизия Джексона подошла к Кернстауну, где обнаружила небольшой федеральный отряд. Полагая, что перед ним всего 4 федеральных полка, Джексон решил незамедлительно атаковать противника, началось первое сражение при Кернстауне.  Он приказал Тёрнеру Эшби сдерживать противника с фронта, а бригады Фалкерсона и Гарнетта отправил в обход правого фланга противника на высоту Сэнди-Ридж. Вероятно, по ошибке Фалкерсон сначала повёл свою небольшую (около 500 человек) бригаду прямо, в атаку на высоту Притчардс-Хилл, но сильный огонь и отсутствие поддержки от бригады Гарнетта заставили его отступить под прикрытие леса у подножия высоты Сэнди-Ридж. Через некоторое время Фалкерсон встретил Гарнетта. Оба ничего не знали о наступательных планах Джексона, и Гарнетт предложил отступить, а Фалкерсон предлагал оставаться на месте и ждать приказов. Только в 15:45 были получены инструкции от командира 27-го Вирджинского полка. Фалкерсон перевёл свою бригаду на высоту Сэнди-Ридж, на левый фланг позиции, где столкнулся с федеральным 1-м Западновирджинским полком и отбросил его.